# Цигонца
Цигонца (словен. Cigonca) је насељено место у општини Словенска Бистрица, Подравска регија, Словенија.

## Историја
До територијалне реорганизације у Словенији била је у саставу старе општине Словенска Бистрица.

## Становништво
У попису становништва из 2011. године, Цигонца је имала 240 становника.
| Број становника према пописима | Број становника према пописима | Број становника према пописима |
| ------------------------------ | ------------------------------ | ------------------------------ |
| 1991                           | 2002                           | 2011                           |
| 252                            | 227                            | 240                            |

Напомена: Године 1952. повећано за насеље Горњи Лог, које је укинуто. Године 2000. умањено за део насеља који је припојен насељу Левич.